# Anton Žakelj
Anton Žakelj (psevdonim Rodoljub Ledinski), slovenski rimskokatoliški duhovnik, pesnik in zbiratelj narodnega blaga, * 14. oktober 1816, Ledine, † 26. april 1868, Mali Trn.

## Življenjepis
Žakelj je sprva od leta 1830 do 1833 obiskoval gimnazijo v Karlovcu in jo nato končal v Ljubljani. Bil je razgledan in jezikoslovno izobražen (v Ljubljani učenec Frana Serafina Metelka). Že v gimnazijskih letih v Karlovcu se je navdušil nad ilirskim gibanjem (dopisoval se je s Stankom Vrazom in se kasneje z njim tudi osebno spoznal). Po končani gimnaziji je v Ljubljani študiral teologijo in bil leta 1842 posvečen. Kot kaplan je služboval po različnih krajih, zlasti na dolenjskem in notranjskem (Ribnica, Fara, Mirna Peč, Poljane nad Škofjo Loko). Njegovo zadnje službeno mesto je bil Sv. Duh v Malem Trnu, kjer je umrl 26. aprila 1868.

## Literarno delo
Zlagal je izvirne lirske in pripovedne pesmi, ter se pri tem zgledoval pri Francetu Prešernu in ljudskih pesmih. Svoje pesmi je največkrat objavljal v Novicah. Žakelj je na Slovenskem najbrž prvi zapisal obliko ritornéla (ital. ritornello - kitica v italijanski narodni pesmi, sestavljena iz treh verzov pri čemer se prvi in tretji rimata) in kancone (ital. canzona - daljša oblika lirska pesem, spev, ki so jo uporabljali predvsem starejši ital. pesniki npr. Francesco Petrarca), ohranile pa so se tudi njegove posamezne pesmi dveh sonetnih vencev. Od domnevnih sedem rokopisnih zvezkov je ohranjen samo eden Naródne krájnske pesmi.
Zapisoval je ljudske pesmi ter tako pozabi otel nekaj naših najlepših ljudskih balad in romanc. Zapisane ljudske, od katerih je nekatere tudi popravljal, dopolnjeval in spreminjal je objavil v zadnjem zvezku Krajnske čbelice. Njegovi zapisi nekaterih pesmi (Mlada Breda, Mlada Zora, Mlada Mojca, Zvesta deklica, Nuna Uršica) so bili večkrat ponatisnjeni v različnih antologijah in berilih, kljub vsemu pa so postali napačen zgled zapisovanja ljudskih pesmi.